# Ischnochloa
Ischnochloa es un género de plantas herbáceas de la familia de las poáceas. Es originario del Himalaya.
Algunos autores lo incluyen en el género Microstegium.

## Especies
- Ischnochloa falconeri Hook. f.
- Ischnochloa monostachya L. Liou